# Ngôn ngữ toán học
Ngôn ngữ toán học là hệ thống ngôn ngữ được sử dụng bởi các nhà toán học để truyền đạt ý tưởng toán học với nhau. Ngôn ngữ này bao gồm một nền tảng từ một số ngôn ngữ tự nhiên (ví dụ như tiếng Anh) việc sử dụng các thuật ngữ kỹ thuật và quy ước ngữ pháp có sự khác biệt với các bài giảng toán học, được bổ sung bởi một số ký hiệu tượng trưng chuyên môn cao cho các công thức toán học.
Giống như các ngôn ngữ tự nhiên nói chung, diễn ngôn bằng cách sử dụng ngôn ngữ của toán học có thể sử dụng một scala của thanh ghi (cala of registers). Các bài báo nghiên cứu trong các tạp chí khoa học là nguồn cho các cuộc thảo luận lý thuyết chi tiết về các ý tưởng liên quan đến toán học và ý nghĩa của nó đối với xã hội.

## Từ vựng của toán học
Ký hiệu toán học đã đồng hóa các ký hiệu từ nhiều bảng chữ cái và kiểu chữ khác nhau. Nó cũng bao gồm các ký hiệu dành riêng cho toán học, chẳng hạn như
{\displaystyle }
Ký hiệu toán học là trọng tâm sức mạnh của toán học hiện đại. Mặc dù đại số của Al-Khwārizmī không sử dụng các ký hiệu như vậy, nó đã giải quyết các phương trình sử dụng nhiều quy tắc hơn được sử dụng ngày hôm nay với ký hiệu tượng trưng, và rất khó khăn khi làm việc với nhiều biến số khác nhau (sử dụng ký hiệu tượng trưng có thể được gọi đơn giản là {\displaystyle }). Đôi khi công thức toán học không thể hiểu được nếu không có lời giải thích bằng văn bản hoặc bằng lời nói, nhưng thường thì chúng đủ tự nhiên và đôi khi rất khó đọc to hoặc thông tin bị mất khi dịch thành từ, như khi một số yếu tố có liên quan được chêm vào hoặc khi một cấu trúc phức tạp như ma trận được tạo ra.
Giống như bất kỳ nghề nào khác, toán học cũng có nhãn hiệu riêng của thuật ngữ kỹ thuật. Trong một số trường hợp, một từ sử dụng chung có ý nghĩa khác biệt và cụ thể trong toán học—ví dụ là nhóm, vành, trường, phạm trù, term và hệ số.
Trong các trường hợp khác, các thuật ngữ chuyên môn đã được tạo ra không tồn tại bên ngoài toán học —ví dụ là tensor, phân dạng, functor.  Các báo cáo toán học có phân loại phức tạp vừa phải, được phân chia thành các tiên đề, phỏng đoán, định lý, bổ đề và hệ quả. Và có những cụm từ ghép trong toán học, được sử dụng với ý nghĩa cụ thể, "if and only if", "necessary and sufficient" and "without loss of generality". Cụm từ như vậy được gọi là thuật ngữ toán học.
Từ vựng của toán học cũng có các yếu tố thị giác. Sơ đồ được sử dụng không chính thức trên bảng đen, cũng như chính thức hơn trong công tác xuất bản. Khi được sử dụng một cách thích hợp, sơ đồ hiển thị thông tin sơ đồ dễ dàng hơn. Sơ đồ cũng giúp trực quan và hỗ trợ tính toán trực quan hơn. Đôi khi, như trong một bằng chứng trực quan, một sơ đồ thậm chí còn đóng vai trò như một sự phản biện hoàn chỉnh cho một mệnh đề. Một hệ thống các quy ước sơ đồ có thể phát triển thành một ký hiệu toán học - ví dụ, ký hiệu đồ họa Penrose cho các sản phẩm tensor.

## Ngữ pháp của toán học
Ký hiệu toán học được sử dụng cho các công thức có ngữ pháp riêng của nó mà không phụ thuộc vào một ngôn ngữ tự nhiên cụ thể, nhưng được chia sẻ quốc tế bởi các nhà toán học bất kể tiếng mẹ đẻ của họ là thuộc ngôn ngữ gì. Điều này bao gồm các quy ước rằng các công thức được viết chủ yếu từ trái sang phải, ngay cả khi hệ thống viết của ngôn ngữ gốc là từ phải - sang - trái, và bảng chữ cái Latinh thường được sử dụng cho các biến và tham số đơn giản. Như một công thức sau
{\displaystyle }
được hiểu bởi cả các nhà toán học Trung Quốc và Syria
Các công thức toán học như vậy có thể là một phần của lời nói trong một cụm từ của ngôn ngữ tự nhiên, hoặc thậm chí giả định vai trò của một câu chính thức. Ví dụ, công thức ở trên, một bất phương trình, có thể được coi là một câu hoặc một mệnh đề độc lập với biểu tượng lớn hơn hoặc bằng có vai trò như một động từ tượng trưng. Trong phát biểu cẩn thận, điều này có thể được làm rõ bằng cách phát âm "≥" như "là lớn hơn hoặc bằng với" ("is greater than or equal to"), nhưng trong một bối cảnh không chính thức, các nhà toán học có thể rút ngắn điều này thành  "lớn hơn hoặc bằng" ("greater or equal") và xử lý ngữ pháp này như một động từ. Một ví dụ điển hình là tiêu đề sách Why does E = mc2?; ở đây, dấu bằng có vai trò của một nguyên mẫu.
Các công thức toán học có thể được phát âm (nói to). Hệ thống thanh âm cho các công thức phải được học và phụ thuộc vào ngôn ngữ tự nhiên cơ bản. Ví dụ, khi sử dụng tiếng Anh, biểu thức ", "ƒ (x)" thường được phát âm là "eff of eks", nơi chèn giới từ "of" không được gợi ý bởi ký hiệu. Những biểu thức "{\displaystyle }", cách khác, thường được phát âm như "dee-why-dee-eks", với sự vắng mặt hoàn toàn của thanh phân số, trong các ngữ cảnh khác thường được phát âm là "over" (''trên''). Tiêu đề sách Why does E = mc2?  được đọc lên là Why does ee equal em see-squared?.
Đặc trưng cho các bài giảng toán học – cả chính thức và không chính thức – là việc sử dụng ngôi thứ nhất bao gồm số nhiều "we" (chúng ta)  có nghĩa là: "the audience (or reader) together with the speaker (or author)". (khán giả (hoặc người đọc) cùng với người nói (hoặc tác giả))

## Cộng đồng ngôn ngữ toán học
Toán học là được sử dụng bởi các nhà toán học, những người tạo thành một cộng đồng toàn cầu bao gồm các diễn giả từ nhiều ngôn ngữ. Nó cũng được sử dụng bởi các sinh viên ngành toán học. Vì toán học là một phần của giáo dục tiểu học ở hầu hết các quốc gia trên thế giới, nên hầu như tất cả mọi người có học vấn đều đã tiếp xúc với toán học thuần túy. Có rất ít phụ thuộc văn hóa hoặc rào cản trong toán học hiện đại. Có các kỳ thi toán học quốc tế, như Olympic Toán Quốc tế,  và sự hợp tác quốc tế giữa các nhà toán học chuyên nghiệp đã trở nên phổ biến.